# أرمين زيمارمان
أرمين زيمارمان (بالألمانية: Armin Zimmermann) هو ضابط ألماني، ولد في 23 ديسمبر 1917 في بلوميناو في البرازيل، وتوفي في 30 نوفمبر 1976 في بون في ألمانيا.

## وصلات خارجية
- أرمين زيمارمان على موقع مونزينجر (الألمانية)